# Daniel Graf
Daniel Graf (ur. 7 września 1981 w Gräfenroda) – niemiecki biathlonista. Czterokrotny mistrz Europy w sztafecie. Na mistrzostwach świata juniorów wywalczył pięć medali: dwa złote (w sztafecie) oraz trzy brązowe (jeden w sztafecie i dwa w sprincie).

## Osiągnięcia

### Mistrzostwa Świata
| Rok  | Miejsce    | IN | SP | PU | MS | RL |
| 2005 | Hochfilzen | 19 |    |    | 17 |    |
| 2008 | Östersund  | 33 | 7  | 19 | 17 |    |

### Mistrzostwa Świata Juniorów
| Rok  | Miejsce         | IN | SP | PU | MS | RL |
| 1999 | Pokljuka        | 13 | 5  | 12 |    | 3  |
| 2000 | Hochfilzen      | 52 | 3  | 6  |    | 1  |
| 2001 | Chanty-Mansyjsk | 9  | 3  | 4  |    | 1  |

IN – bieg indywidualny, SP – sprint, PU – bieg pościgowy, MS – bieg ze startu wspólnego, RL – sztafeta

### Puchar Świata

#### Miejsca w klasyfikacji generalnej
| Sezon     | Miejsce |
| --------- | ------- |
| 2004/2005 | 22.     |
| 2005/2006 | 55.     |
| 2006/2007 | 54.     |
| 2007/2008 | 13.     |
| 2008/2009 | 85.     |
| 2009/2010 | 102.    |
| 2011/2012 | 62.     |

#### Najlepsze miejsca w pucharze świata
- 2 – Chanty-Mansyjsk
- 3 – Hochfilzen
- 4 – Pjongczang
- 4 – Ruhpolding
- 5 – Kontiolahti